# Episodi di Dark (prima stagione)

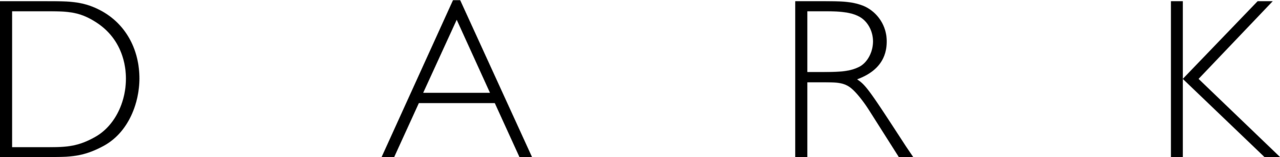

La prima stagione della serie televisiva Dark, composta da 10 episodi, è stata interamente pubblicata a livello internazionale il 1º dicembre 2017 sul servizio video Netflix.
| n. | Titolo originale                 | Titolo italiano                               | Data di pubblicazione |
| -- | -------------------------------- | --------------------------------------------- | --------------------- |
| 1  | Geheimnisse                      | Segreti                                       | 1º dicembre 2017      |
| 2  | Lügen                            | Bugie                                         | 1º dicembre 2017      |
| 3  | Gestern und Heute                | Passato e presente                            | 1º dicembre 2017      |
| 4  | Doppelleben                      | Doppie vite                                   | 1º dicembre 2017      |
| 5  | Wahrheiten                       | Verità                                        | 1º dicembre 2017      |
| 6  | Sic Mundus Creatus Est           | Sic Mundus Creatus Est                        | 1º dicembre 2017      |
| 7  | Kreuzwege                        | Svolte                                        | 1º dicembre 2017      |
| 8  | Was man sät, das wird man ernten | Ciascuno raccoglierà quello che avrà seminato | 1º dicembre 2017      |
| 9  | Alles ist jetzt                  | Tutto è adesso                                | 1º dicembre 2017      |
| 10 | Alpha und Omega                  | L'alfa e l'omega                              | 1º dicembre 2017      |

## Segreti
- Titolo originale: Geheimnisse
- Diretto da: Baran bo Odar
- Scritto da: Jantje Friese
- Durata: 51:30

### Trama
Il 21 giugno 2019, nella cittadina di Winden (località fittizia situata in una non specificata regione della Germania), Michael Kahnwald s’impicca nella soffitta di casa sua, lasciando una lettera d’addio in una busta con sopra scritto: «Non aprire prima del 4 novembre, alle 22:13»; la lettera viene trovata e nascosta dalla madre di Michael, Ines Kahnwald.
Il figlio adolescente di Michael, Jonas, torna a scuola dopo essersi sottoposto ad una terapia psichiatrica durante l’estate per cercare di superare il trauma subito e, proprio il 4 novembre, scopre che lo spacciatore del suo liceo, Erik Obendorf, è scomparso da un paio di settimane.
Jonas scopre inoltre che la ragazza di cui è da tempo innamorato, Martha Nielsen, sta ora con il suo migliore amico, Bartosz Tiedemann.
La madre di Jonas, Hannah Kahnwald (che di mestiere fa la massaggiatrice/fisioterapista), vive una relazione clandestina con Ulrich Nielsen, ispettore di polizia e padre di Magnus, di Martha e dell’undicenne Mikkel, che si diletta a fare trucchi di magia; i primi due sono compagni di scuola di Jonas.
Ulrich si sta occupando del caso della sparizione di Erik assieme al capo della polizia, Charlotte Doppler.
Katharina Nielsen, la bionda moglie di Ulrich, si accorge della presenza di un capello castano su una felpa del marito e avverte anche la presenza di un odore femminile che non le appartiene.
I fratelli Nielsen e Bartosz sanno che in una caverna, situata nel folto della foresta nei pressi della centrale nucleare, è nascosta la scorta di droga di Erik, quindi propongono a Jonas di andare insieme a recuperarla. Bartosz, Martha, Magnus, Jonas e Mikkel, una volta arrivati alla caverna, s’imbattono in Franziska Doppler, una loro compagna di classe secchiona e figlia maggiore di Charlotte, che ha trovato il sacchetto contenente la droga al posto loro. Non appena Bartosz le sottrae il malloppo, i sei ragazzi vengono tutti spaventati da strani suoni, lampi di luce e dall’apparente presenza di un estraneo, pertanto iniziano a correre per lasciare il bosco. Jonas afferra Mikkel e lo porta via con sé, ma inciampa e poi viene spaventato da una strana visione: suo padre Michael ricoperto da una viscosa melma nera; a causa di ciò, il ragazzo perde di vista Mikkel, che scompare.
Nel frattempo, nel liceo di Winden sta avendo luogo una riunione cittadina indetta dalla preside della scuola, Katharina, per discutere della scomparsa di Erik e di cosa poter fare per tutelare i propri figli. Durante l’incontro, entra in scena un anziano con la parte sinistra del volto e con l’orecchio sfigurati, scappato dalla casa di cura nella quale risiede: si tratta di Helge Doppler, suocero di Charlotte. Helge, in stato confusionale, continua a ripetere «Succederà di nuovo».
Quella sera stessa, alle 22:13, Ines apre la lettera di Michael, la legge e poi scoppia a piangere.
Il giorno dopo, nella zona in cui è sparito Mikkel, la polizia trova il cadavere di un altro bambino, che indossa abiti anni ‘80 e che ha gli occhi e le orecchie bruciati.
Nel frattempo un uomo incappucciato, in una stanza dalle pareti tappezzate di carta da parati colorata, lega Erik ad una strana sedia e gli copre gli occhi con una fascia di metallo.

## Bugie
- Titolo originale: Lügen
- Diretto da: Baran bo Odar
- Scritto da: Jantje Friese, Ronny Shalck
- Durata: 44:45

### Trama
La scomparsa di Mikkel riporta i cittadini di Winden indietro nel tempo, precisamente ai fatti accaduti nel 1986, quando il giovane fratello di Ulrich, Mads Nielsen, scomparve nel nulla: Ulrich inizia quindi a credere che le tre sparizioni (Mads, Erik e Mikkel) siano collegate tra loro.
Durante le ricerche, Ulrich s’inoltra nella famosa caverna situata nel bosco di Winden e trova una porta rossa chiusa a chiave, che pare essere collegata alla vicina centrale nucleare; la sua richiesta di poterla aprire viene però respinta da Aleksander Tiedemann, direttore della centrale e padre di Bartosz.
Nonostante l’evidenza del collegamento della centrale nucleare al caso di sparizione, Ulrich toglie dalla lista dei sospettati il padre di Erik, Jürgen Obendorf, dipendente della centrale a cui, prima dell’arrivo di Ulrich, Aleksander aveva detto: «Devono sparire entro stanotte».
Intanto, a casa dei genitori di Ulrich, Jana Nielsen, svegliatasi durante la notte senza che il marito, Tronte Nielsen, fosse in casa, al suo rientro gli chiede dove sia andato, visto che l’uomo, per spostarsi, aveva preso la macchina. Poco prima della discussione con Jana, Tronte aveva messo in lavatrice un maglione con una manica sporca di sangue.
Charlotte, il capo della polizia, viene informata che il corpo del bambino ritrovato morto indossa abiti anni ‘80, che è un giovane minore di 16 anni, che ha occhi ed orecchie carbonizzati a causa di una forte pressione e che al collo porta una collana con una monetina del 1986 come pendente. La preoccupazione di Charlotte aumenta quando la luce in città inizia a tremolare e dal cielo piovono uccelli morti.
Magnus s’incontra con Franziska nel bosco, chiedendole cosa ci facesse, la sera prima, alle caverne. La ragazza gli risponde che, dopo aver sentito lui e i suoi amici parlare di recuperare la droga di Erik, li aveva seguiti.
Peter Doppler, psicologo e marito di Charlotte, con cui la donna ha problemi coniugali, si trova in auto da solo e sta ascoltando alla radio le notizie sulla scomparsa di Mikkel; alla fine, l’uomo scoppia a piangere disperatamente.
Nel frattempo, uno Straniero con una strana apparecchiatura portatile, che si era precedentemente messo ad osservare le squadre di ricerca organizzate dalla polizia, prende in affitto una camera nell’hotel gestito da Regina Tiedemann (moglie di Aleksander e madre di Bartosz) e ne tappezza le pareti con vari disegni e articoli di giornale. Appendendone uno riguardante la scomparsa di Mikkel, l’uomo ne modifica il titolo da «Dov’è Mikkel?» a «Quando è Mikkel?».
Bartosz tenta di mettersi in contatto con la fidanzata Martha, la quale, però, si è chiusa in se stessa dopo la scomparsa del fratellino.
Nella soffitta di casa sua, usata precedentemente dal padre come studio, Jonas trova una mappa nascosta disegnata a mano, che ritrae l’interno della famosa caverna. Nonostante sia molto particolareggiata, la mappa è incompleta e termina in un punto che riporta la scritta: «Dov’è il passaggio?».
Una misteriosa figura incappucciata trascina il cadavere di Erik nel folto del bosco; il corpo presenta occhi e orecchie carbonizzati, proprio come quelli dell’altro ragazzino.
Jonas parla con sua madre Hannah della scomparsa di Mikkel e del suicidio di Michael.
All’alba, un disorientato Mikkel si risveglia nella caverna e corre a casa, dove ad accoglierlo trova un ragazzo di nome Ulrich e vede in terra un giornale che gli rivela la data del giorno corrente: 5 novembre 1986.

## Passato e presente
- Titolo originale: Gestern und Heute
- Diretto da: Baran bo Odar
- Scritto da: Jantje Friese, Marc O. Seng
- Durata: 45:31

### Trama
Anno 1986 
Quattro settimane dopo la scomparsa di Mads, Mikkel viene interrogato da Egon Tiedemann, capo ispettore della polizia, che sospetta che il ragazzino sia stato ferito e spaventato dal giovane Ulrich, teppista del quartiere molto noto alla polizia. 
In seguito, Mikkel viene portato in ospedale dall’infermiera Ines, che gradualmente si guadagna la sua fiducia.
Alla centrale nucleare, la neoeletta direttrice, Claudia Tiedemann (madre di Regina e figlia di Egon), ha uno scontro col suo predecessore, Bernd Doppler, quando questi la informa della presenza di diversi barili nascosti nelle vicine caverne.
Tronte si reca alla centrale nucleare per far visita a Claudia, con la scusa di intervistarla per il giornale per il quale lavora; in realtà, l’uomo e la donna hanno una relazione clandestina, che però Claudia sembra intenzionata a troncare.
Claudia s’inoltra nelle caverne per vedere di persona i barili precedentemente citati da Bernd, disposti in modo tale da formare un muro. 
Una volta conclusa l’ispezione e tornata in macchina, l’attenzione della donna cade sul libro che Helge (addetto alle pulizie della centrale, nonché figlio di Bernd) le ha regalato per la sua recente promozione a direttrice: Un viaggio attraverso il tempo, dello scienziato H.G. Tannhaus.
Nel frattempo, mentre continuano i vari cali di tensione elettrica in città, una giovane Charlotte indaga sulle strane morti di alcuni uccelli, una timida Hannah ha una cotta per l’impavido Ulrich e una povera Regina viene bullizzata e quindi portata all’autolesionismo; inoltre, un intero gregge viene trovato morto per arresto cardiaco: ogni pecora presenta i timpani perforati.
L’anziano Egon si reca a casa Nielsen per poter parlare con il giovane Ulrich riguardo a quanto successo a Mikkel, ma trova il ragazzo intento a giocare ai videogiochi e ad ascoltare musica a suo dire satanista, che recita le seguenti parole: «My only aim is to take many lives. The more, the better I feel». Dopo aver curiosato nella stanza, il poliziotto trova lo zoccolo di un animale e pertanto accusa Ulrich di aver ucciso il gregge di pecore, ma il ragazzo gli risponde per le rime, accusandolo di essere un alcolista e di immaginarsi le cose; i due vengono interrotti dall’arrivo di Jana.
Verso sera, la giovane Hannah raggiunge il giovane Ulrich, intento a fumarsi una sigaretta alla fermata degli autobus; qui, i due parlano dell’Apocalisse a causa dei recenti disastri avvenuti alla centrale di Chernobyl.
In una località sconosciuta, un anziano uomo circondato da molti orologi lavora a uno strano macchinario in ottone.
Mikkel fugge dall’ospedale per tornare alla caverna ma, feritosi a una gamba dopo essere caduto, finisce per chiedere aiuto.
Nel 2019, Ulrich si trova nella stessa identica caverna e sente il figlio gridare, ma non può né vederlo, né raggiungerlo.

## Doppie vite
- Titolo originale: Doppelleben
- Diretto da: Baran bo Odar
- Scritto da: Jantje Friese, Martin Behnke
- Durata: 47:29

### Trama
Anno 2019 
Provvisto della mappa trovata in soffitta, Jonas entra nelle caverne, ma ben presto si ritrova di fronte a un vicolo cieco e quindi torna a casa, inconsapevole del fatto che lo Straniero lo sta osservando.
Quella stessa notte, lo Straniero entra in casa di Jonas mentre lui dorme e scrive qualcosa sulla mappa del ragazzo.
Magnus, che ha una palese cotta per Franziska, s’imbuca a una lezione della ragazza, durante la quale lei se ne va prima del suono della campanella. Incuriosito dallo strano comportamento, Magnus decide di seguirla. La ragazza si reca nel folto del bosco e, da un nascondiglio segreto, preleva una mazzetta di soldi, facendo insospettire l’amico.
Ulrich continua a non darsi pace per la sparizione del figlio e intanto dorme nel letto di Mikkel. L’uomo viene improvvisamente svegliato da Katharina, che gli comunica che è stata chiamata da Charlotte, la quale le ha detto che il mandato per perquisire la centrale nucleare non è ancora stato redatto, nonostante siano passate quasi 36 ore dalla scomparsa del bambino.
Nel frattempo, Charlotte sta cercando una connessione tra i ragazzi scomparsi e gli uccelli morti che, come il corpo del bambino ritrovato recentemente nel bosco, hanno i timpani perforati; inoltre, gli uccelli mostrano sintomi uguali a quelli riscontrati nei loro simili dopo il disastro di Černobyl', il che spinge la poliziotta a sospettare una connessione con gli eventi accaduti a Winden nel 1986.
Si scopre che il matrimonio di Charlotte con lo psicologo Peter si sta sfaldando, dato che l’uomo è stato scoperto avere una relazione segreta con la prostituta trans Bernadette; inoltre, Charlotte ha le prove che il marito si trovasse fuori la notte della scomparsa di Mikkel, nonostante lui sostenga il contrario.
Finita la lezione di ginnastica ritmica dell’amica, Magnus affronta Franziska circa ciò che le ha visto fare nel bosco; la ragazza, allora, gli rivela che sta progettando la fuga, dopo la scoperta della rottura dei genitori, e di essere riuscita a escogitare un modo per guadagnare dei soldi. Dopo un iniziale litigio, i due finiscono per avere un rapporto sessuale.
Durante le indagini, Charlotte entra in una capanna isolata nel bosco, che sulla porta presenta la scritta “Doppler”; poco distante la donna scopre la presenza di un bunker sotterraneo.
La sorella minore di Franziska, una ragazzina sordomuta di nome Elisabeth, scompare dopo la scuola, ma alla fine riesce a tornare a casa, dove racconta ai genitori di aver conosciuto un uomo misterioso di nome Noah, che le ha donato un orologio una volta appartenuto a Charlotte.
Ulrich viene beccato dalle guardie di sicurezza della centrale nucleare dopo aver scavalcato la recinzione e, pestato per aver opposto resistenza, viene raggiunto dalla collega Charlotte, avvisata dell’intrusione da Aleksander, che non intende sporgere denuncia.
Nel frattempo, l’anziano padre di Peter, Helge, che soffre di demenza senile, viene trovato a vagabondare di notte nella foresta e, riportato nella casa di cura in cui risiede, sostiene di “dover fermare Noah”.
La mattina seguente, una figura incappucciata si rivolge a Yasin Friese, bambino sordomuto amico di Elisabeth, dicendogli che è stato Noah a mandarlo da lui.

## Verità
- Titolo originale: Wahrheiten
- Diretto da: Baran bo Odar
- Scritto da: Jantje Friese, Martin Behnke
- Durata: 45:28

### Trama
Anno 1986 
Mikkel si trova in ospedale dopo essersi rotto una gamba nelle caverne e qui riceve la visita del nuovo parroco della chiesa di San Cristoforo, Noah.
Giunta all’ospedale locale col padre, Sebastian Krüger (che deve sbrigare un affare di lavoro), la giovane Hannah conosce Mikkel e, dopo aver parlato con lui e dopo aver assistito a un suo trucco di magia, torna al furgone del padre, con il quale si reca al liceo di Winden per sbrigare altre faccende lavorative. Qui, sentendo dei rumori sospetti, la ragazzina scopre che Ulrich e la sua fidanzata, Katharina, stanno avendo un rapporto sessuale in uno sgabuzzino e, spinta dalla gelosia, mente alla polizia sostenendo che il ragazzo ha violentato la giovane; Ulrich viene quindi arrestato da Egon.
Anno 2019 
Il panico inizia a diffondersi in tutta Winden dopo la scomparsa di Yasin.
Charlotte dice ad Elisabeth che il suo amichetto è stato rapito, poi le spiega che le manderà una persona specializzata per fare uno schizzo del volto del misterioso Noah, che il giorno prima aveva parlato proprio con Elisabeth. Successivamente, la poliziotta accusa il marito di essere coinvolto nelle sparizioni dei tre ragazzi, ma Peter le risponde che sta delirando.
Bartosz, che ancora non riesce a mettersi in contatto con Martha, trova nel sacchetto contenente la droga di Erik il cellulare del ragazzo scomparso e, successivamente, riceve su quel numero una chiamata da uno sconosciuto; rispondendo, all’altro capo sente una voce maschile che lo chiama per nome e che si identifica come Noah.
Hannah, dopo essere stata “abbandonata” da Ulrich a causa della scomparsa di Mikkel e delle sue conseguenti ricerche, si reca a casa Nielsen con del cibo cucinato da lei stessa. Dopo aver bussato, la donna viene invitata ad entrare da Katharina e Martha. Dopo essersi fatto una doccia, Ulrich raggiunge la moglie e Hannah in salotto; qui, la donna riesce a strappare al poliziotto un passaggio per tornare a casa, che si era sorpreso dalla sua visita. Prima di far andare via l’amica, però, Katharina l’abbraccia per ringraziarla del tenero pensiero che ha avuto per loro e sembra riconoscere l’odore che, nella prima puntata, aveva sentito addosso ai vestiti del marito.
All’hotel Tiedemann, lo Straniero, dovendosi assentare per un paio di giorni, chiede a Regina di far recapitare un pacco a Jonas. 
Successivamente, durante un incontro con il ragazzo, che avviene vicino alla tomba di Michael, lo Straniero dice a Jonas che, una volta, suo padre gli ha salvato la vita.
Ulrich chiude definitivamente la sua storia clandestina con Hannah, che però non la prende affatto bene e gli dice che non rinuncerà tanto facilmente a lui.
Charlotte parla con Ulrich alla centrale di polizia e qui l’uomo le spiega il motivo per cui è entrato nelle forze dell’ordine, per poi analizzare i propri fallimenti personali: ha tradito la moglie e suo figlio è scomparso. Charlotte, a quel punto, gli parla dei cicli di 33 anni, affermando che suo nonno era ossessionato dalle cose scientifiche e che, stando a un ricalcolo del calendario, ogni 33 anni il mondo si riallinea correttamente, facendo accadere sempre le stesse cose.
Intanto, Bartosz aspetta Jonas per incontrare il fornitore di droga di Erik, il famoso uomo che l’aveva precedentemente contattato tramite il telefono del ragazzo scomparso; Jonas però non si presenta all’incontro in quanto preferisce assistere alle prove dello spettacolo teatrale di Martha, per poi parlare con lei dopo l’esibizione. Nel camerino della ragazza, i due discutono di ciò che era avvenuto tra loro prima della morte di Michael, alludendo a un reciproco coinvolgimento sentimentale prima che Martha si mettesse con Bartosz; alla fine, i due ragazzi, spinti dalla passione mai spenta, si baciano.
Bartosz, non venendo raggiunto da Jonas, si reca da solo dal fornitore di Erik, che si rivela essere Noah, lo stesso identico prete che, 33 anni prima, aveva incontrato Mikkel in ospedale.
Più tardi, Jonas riceve il pacco dello Straniero contenente una torcia elettrica, un contatore Geiger e la lettera d’addio di Michael. Nella lettera, il padre gli rivela che la sera del 4 novembre 2019 ha fatto un viaggio nel tempo finendo nel 1986, dove rimase e crebbe sotto lo sguardo di Ines, per poi sposare Hannah e diventare suo padre: in questo modo, Mikkel Nielsen è diventato Michael Kahnwald.

## Sic Mundus Creatus Est
- Titolo originale: Sic Mundus Creatus Est
- Diretto da: Baran bo Odar
- Scritto da: Jantje Friese, Ronny Schalk
- Durata: 51:00

### Trama
Anno 2019 
Dopo aver ascoltato i nastri delle indagini della polizia del 1986 riguardanti la scomparsa di Mads, Ulrich nota qualcosa di sospetto nel resoconto della madre, che afferma di aver aspettato invano il ritorno del secondogenito insieme al marito e a Ulrich, quella lontana sera. Qualcosa però non torna al poliziotto che non ricorda la presenza del padre, quindi si reca a casa dei genitori e affronta Tronte, chiedendogli dove fosse la notte in cui Mads scomparve. Non ottenendo la risposta desiderata, Ulrich gli chiede dove fosse cinque giorni prima, quando Mikkel è sparito; gli risponde Jana, dicendogli che l’uomo era a casa con lei. Successivamente Jana, presa dai ricordi, parla a Ulrich di quando da bambini lui e Mads litigarono e Mads cadde a terra, riportando un lieve taglietto sotto il mento; inoltre, Jana rivela a Ulrich che Tronte aveva avuto una relazione clandestina con Claudia (ex direttrice della centrale nucleare) e che la sera della scomparsa di Mads si trovava proprio con lei.
Martha litiga duramente con la madre, accusandola di pensare solo alla scomparsa di Mikkel, che secondo lei è morto, senza ricordarsi di avere anche altri due figli. Alla fine, Magnus consola Katharina sconvolta.
Magnus si reca nel bosco, al nascondiglio segreto di Franziska; una volta lì, il ragazzo scopre un materasso, alcune carte di preservativi usati e un ciondolo appartenente a Franziska.
Martha si trova a scuola, intenta a truccarsi nel camerino perché sta per affrontare la recita scolastica. Viene raggiunta sul posto da Bartosz, che finalmente rivede la fidanzata dopo tanto tempo, anche se Martha si mostra fredda e distaccata nei suoi confronti.
Katharina torna a casa dopo aver passato l’intera giornata ad appendere in città volantini sulla scomparsa di Mikkel; qui, tramite l’estratto conto di una bolletta telefonica, capisce finalmente che il marito la tradisce con Hannah.
Dopo aver appreso che Regina (la quale, intanto, ha scoperto di avere un cancro al seno) è stata l’ultima persona a vedere Mads vivo, Ulrich va a parlarle al suo hotel. A quel punto, la donna gli rivela di averlo sempre detestato perché a scuola la bullizzava e che, a differenza di quanto Ulrich ha sempre creduto, non fu lei ad accusarlo di stupro, bensì Hannah. Ulrich controlla negli archivi della polizia e ne ha la conferma.
Aleksander rincasa e, tramite un documento ospedaliero rinvenuto nella giacca della moglie, scopre che Regina è gravemente malata. Per questo motivo, l’uomo la chiama e le dice che lui, per lei, ci sarà sempre, concludendo con «Ti amo».
Ulrich affronta Hannah dopo ciò che ha scoperto riguardo la vecchia denuncia di abuso sessuale fatta a suo carico, definendola una vipera velenosa e dicendole che non si stupisce affatto che Michael si sia tolto la vita. Per tutta risposta, la donna gli assesta un sonoro ceffone, dopo il quale lui se ne va.
Durante lo spettacolo teatrale, Martha ha un crollo emotivo e scoppia a piangere sul palco, venendo successivamente raggiunta dalla madre che finalmente capisce la sofferenza della figlia e l’abbraccia. Nel mentre, in tutta la città di Winden avvengono strani cali di corrente elettrica.
Jonas, che non è riuscito a parlare alla madre della lettera di Michael, entra nelle caverne provvisto dell’attrezzatura inviatagli dallo Straniero e della mappa del padre trovata nella soffitta, sulla quale, la notte precedente, lo Straniero ha scritto di “seguire il segnale” proveniente dal contatore che gli ha donato.
Successivamente, all’interno delle caverne Jonas trova una porta recante uno strano simbolo e la scritta “Sic Mundus Creatus Est”. 
Nel frattempo, Peter e Tronte si trovano insieme nel bunker scoperto precedentemente da Charlotte e i due hanno con loro uno strano diario, sulla cui copertina è disegnato lo stesso identico simbolo presente sulla porta vista da Jonas nelle caverne.
Aprendo il diario, Tronte vi legge una serie di date ed orari, fra cui le 21:17 di quel giorno, orario che i due uomini stavano aspettando con impazienza e che coincide con una temporanea perdita di corrente elettrica nell’intera città.
Ulrich va all’obitorio con una foto di lui e di Mads da piccoli, poi si reca davanti al cadavere del ragazzino trovato morto. Osservando attentamente il suo volto, Ulrich nota un piccolo taglio sotto il mento: il corpo ritrovato nel giorno della sparizione di Mikkel è proprio quello di Mads, scomparso misteriosamente 33 anni prima.
Anno 1986 
Dopo aver aperto la porta e aver percorso uno dei due passaggi presenti, quello di destra, Jonas esce dalle caverne e torna in città, dove nota dei volantini che denunciano la scomparsa del piccolo Mads e dove ha un rapido confronto con una giovane Hannah, la quale gli offre un passaggio sul furgone del padre, dato che non ritiene affatto sicuro camminare sotto alla pioggia alla luce del recente disastro di Chernobyl: Jonas capisce quindi di aver viaggiato nel tempo.

## Svolte
- Titolo originale: Kreuzwege
- Diretto da: Baran bo Odar
- Scritto da: Jantje Friese, Marc O. Seng
- Durata: 51:32

### Trama
Anno 1986 
Helge, che la notte della scomparsa di Mads lavorava alla centrale, viene interrogato da Egon a cui dice che il giorno in questione aveva terminato di lavorare alle 18 ed era tornato a casa, prendendo la strada provinciale. Egon gli chiede come mai non abbia preso la strada che passa attraverso il bosco, abitualmente preferita in quanto più breve; Helge risponde che doveva fermarsi a prendere alcune cose per il padre, ma Egon fissa con lui un nuovo appuntamento per fargli ulteriori domande, poi nel suo taccuino personale si segna di dover richiedere a Helge «perché non la scorciatoia attraverso il bosco?».
Tornato al dipartimento di polizia, Egon parla con una giovane Katharina, che cerca di convincerlo che Ulrich non l’ha violentata.
Jonas, giunto nel 1986 attraverso il passaggio, si scontra con una giovane Regina al liceo di Winden, chiedendole se conosca un certo Michael Kahnwald, ma la ragazza non ha mai sentito quel nome; a quel punto, il giovane si reca in ospedale per cercare di parlare con sua nonna, l’infermiera Ines. Lungo la strada, Jonas riceve un passaggio in auto da Egon.
Giunto all’ospedale, Jonas vede Ines insieme a Mikkel e quindi, sopraffatto dall’incredulità, vorrebbe riportare il bambino nel 2019, per sistemare le cose, ma lo Straniero lo ferma: se Jonas riportasse Mikkel nel 2019, Mikkel non sposerebbe mai Hannah e Jonas stesso non nascerebbe.
Capendo che riportare Mikkel nel 2019 significherebbe cancellare la propria esistenza, Jonas a malincuore lo lascia nel 1986.
Anno 2019 
Ulrich inizia a indagare più approfonditamente sulla scomparsa di Mads e chiede al medico forense se il cadavere del bambino ritrovato nel bosco possa essersi conservato per 33 anni, ma la risposta è negativa. L’uomo scopre inoltre gli appunti del 1986 di Egon e legge del suo proposito di interrogare Helge: sospettando anch’egli di Helge come possibile assassino, Ulrich lo visita alla casa di cura dove risiede, chiedendogli cosa significhi “perché non la scorciatoia attraverso il bosco?” e dove sia finito Mikkel. Spaventato dalle continue pressioni del poliziotto, il vecchio afferma di essere in grado di modificare passato e futuro.
Successivamente, a causa del suo comportamento violento con Helge alla casa di cura, Ulrich viene sospeso dal lavoro e torna a casa, dove la moglie Katharina gli dice che ha scoperto la sua relazione segreta con Hannah, relazione che però Ulrich ha interrotto subito dopo la sparizione di Mikkel.
Poco dopo, Ulrich parla con la madre, la quale gli dice che quel giorno ha visto, immutato nell’aspetto, lo stesso identico uomo (con una cicatrice sull’orecchio) che 33 anni prima, precisamente una settimana antecedente alla sparizione di Mads, aveva visto litigare furiosamente con un prete.
Jonas torna nel 2019 grazie al passaggio segreto, quindi brucia la lettera d’addio del padre lasciatagli dallo Straniero.
Dopo aver esplorato le caverne grazie al mandato di perquisizione della polizia e aver trovato una porta rossa sigillata, Charlotte scopre che il sistema di grotte passa sotto la vecchia capanna dei Doppler, situata vicino al bunker misterioso, appartenente al suocero Helge; poco dopo riceve un messaggio da Ulrich. L’uomo è infatti tornato di nascosto nella casa di cura, trovando non più Helge, bensì il libro Un viaggio attraverso il tempo, di H.G. Tannhaus; all’interno del libro è presente una catenina con il ciondolo della stessa moneta del 1986 trovata sul cadavere di Mads.
Dopo aver scoperto che Helge sta andando a piedi verso le caverne, Ulrich lo segue e manda un messaggio a Charlotte, sostenendo che il rapitore dei tre ragazzi è proprio Helge e che la vera domanda da porsi non sia “come”, ma “quando” li abbia rapiti.
Anno 1953 
Di notte, l’Helge adulto del 1986 esce dal bunker, trascinando in un sacco il cadavere di Yasin, anch’esso con appesa al collo la catenina con la moneta del 1986. All’interno del bunker, un uomo col simbolo di Sic Mundus tatuato sulla schiena si avvicina a una parete: si tratta di Noah che, con un gesso, sotto alla data del 5, aggiunge quella del 9 novembre 1953.

## Ciascuno raccoglierà quello che avrà seminato
- Titolo originale: Was man sät, das wird man ernten
- Diretto da: Baran bo Odar
- Scritto da: Jantje Friese, Martin Behnke
- Durata: 50:22

### Trama
Anno 1953 
Nel luogo in cui sta per essere costruita la nuova centrale nucleare di Winden, vengono scoperti i cadaveri di due ragazzi non identificati (Erik e Yasin), i cui abiti futuristici lasciano perplessi il capo della polizia dell’epoca, Daniel Kahnwald, ed il suo ufficiale, Egon.
Avendo seguito l’anziano Helge nelle caverne e avendo trovato il passaggio, Ulrich si ritrova davanti allo stesso bivio in cui in precedenza si era trovato Jonas ma, a differenza sua, decide di prendere la strada di sinistra e non di destra, arrivando quindi non nel 1986, ma nel 1953.
Successivamente, Ulrich incontra diversi abitanti di Winden dell’epoca: la nuova arrivata in città, Agnes Nielsen (che col figlio Tronte sta per affittare una stanza a casa Tiedemann), un orologiaio di nome H.G. Tannhaus e le giovani Ines e Jana, grazie alle quali l’uomo viene a sapere dei corpi recentemente ritrovati alla centrale.
Helge bambino, dopo essere stato bullizzato da alcuni ragazzi più grandi di lui, si dirige a casa Tiedemann, dove prende ripetizioni di matematica da una giovane Claudia.
Successivamente Helge, geloso delle attenzioni che Claudia durante una passeggiata riserva al nuovo arrivato in città, Tronte, aspetta che i due si allontanino per poi tirare nelle caverne un bastone che Gretchen, la cagnolina di Claudia, insegue fino a poi sparire nei meandri.
Dopo un incontro con Egon, per cercare di carpirgli informazioni sui corpi dei due bambini recentemente ritrovati alla centrale, Ulrich raggiunge il piccolo Helge di soli 9 anni e gli mostra la collana con la monetina del 1986 ritrovata sul cadavere di Mads, chiedendogli se sia sua; il bambino, però, non la riconosce. Spinto dalla rabbia, Ulrich cerca di ucciderlo, pensando che, così facendo, l’Helge adulto del 1986 non rapirà mai Erik, Yasin e soprattutto Mads e Mikkel. Dopo averlo colpito ripetutamente alla testa con una pietra, Ulrich lascia Helge morente nel bunker vicino alla capanna dei Doppler.
Più tardi, Tannhaus trova lo smartphone di Ulrich nella sua giacca, dimenticata in precedenza dall’uomo nella sua bottega.
In casa Tiedemann, il giovane Tronte, che risiede temporaneamente lì con la madre, è seduto al tavolo della cucina e osserva degli strani segni presenti sul suo braccio, i quali precedentemente erano stati nascosti dalla camicia.
Anno sconosciuto 
Dentro un edificio di non si sa quale periodo temporale, una donna anziana osserva una parete dove sono appese le foto di tutti i personaggi coinvolti nelle vicende delle varie epoche temporali: tutte le immagini sono collegate fra loro da alcuni fili.
Anno 1986 
Lo Straniero incontra un anziano Tannhaus, che condivide con lui la teoria dei viaggi nel tempo attraverso i wormholes. Lo Straniero conferma le teorie dell’orologiaio e gli rivela la presenza a Winden di un wormhole che consente di viaggiare 33 anni nel passato e nel futuro, poi gli chiede di riparare uno strano dispositivo d’ottone che gli permetterà di distruggere questo wormhole e di “rimettere tutto a posto”, ma Tannhaus si rifiuta e intima allo Straniero di andarsene.  Una volta rimasto solo, Tannhaus prende da uno scaffale un dispositivo identico a quello lasciatogli dallo Straniero, però nuovo di zecca.

## Tutto è adesso
- Titolo originale: Alles ist jetzt
- Diretto da: Baran bo Odar
- Scritto da: Jantje Friese, Marc O. Seng
- Durata: 55:18

### Trama
Anno 1953 
Segnalata la scomparsa del piccolo Helge, la madre, Greta Doppler, viene confortata dal prete Noah, che ha lo stesso identico aspetto che mostra sia nel 1986 che nel 2019. Durante il colloquio con il parroco, Greta ammette che forse Helge non è figlio del marito Bernd.
Mentre Claudia e Tronte cercano Gretchen, recentemente scomparsa, Agnes flirta con Doris Tiedemann, moglie di Egon, regalandole uno dei suoi preziosi vestiti.
Ulrich adulto viene arrestato da Egon mentre sta cercando di raggiungere la caverna nel bosco e, alla fine, confessa di aver ucciso lui il piccolo Helge, per cercare di cambiare il corso degli eventi.
Anno 1986 
A Winden arriva un giovane inseguito e ferito, che porta con sé una pistola e due passaporti: è Aleksander Köhler, che fa propria questa nuova identità, abbandonando il suo vero nome, ovvero Boris Niewald.
Pensando che nessuno lo veda, “Aleksander” nasconde nel bosco una busta contenente la pistola e il suo vecchio passaporto; tuttavia la giovane Hannah, che lo stava spiando, recupera la busta.
Claudia si reca nuovamente nelle caverne per controllare ancora una volta i barili, quando improvvisamente sbuca fuori dal nulla la sua amata cagnolina, Gretchen, scomparsa 33 anni prima.
Il giovane Ulrich viene assolto dall’accusa di stupro e Katharina, credendo ad Hannah che le ha detto che è stata Regina ad accusare il suo fidanzato, aggredisce la ragazza, la quale viene salvata proprio da Aleksander che, poco dopo, inizia a lavorare presso la centrale.
Quando Bernd ammette che i barili nascosti nelle caverne contengono scorie radioattive derivanti da un incidente avvenuto nella centrale, la nuova direttrice Claudia assume Aleksander per fargli sigillare in tutta segretezza quella stessa porta che, nel 2019, Ulrich proverà invano ad aprire.
Durante una discussione con l’Helge adulto, nella quale emerge che gli esperimenti a cui sono sottoposti i bambini nel bunker servono per creare una macchina del tempo (che attualmente è difettosa, dato che i ragazzi usati come cavie muoiono tutti), Noah rivela all’uomo che la sua missione è quella di liberare il mondo dal male.
Anno 2019 
Dopo un rapporto sessuale, Magnus affronta Franziska su ciò che ha trovato nel bosco, riconsegnandole il ciondolo perduto e dicendole che lui non la vuole ferire, bensì solo scoprire la vera Franziska. La ragazza gli risponde che, soltanto perché i due ogni tanto fanno sesso, lui non è affatto obbligato a sapere tutto sul suo conto.
Dopo l’appassionato bacio che i due si erano precedentemente scambiati, Martha prova a contattare Jonas, il quale, però, non risponde al telefono, ancora sconvolto per ciò che ha appreso riguardo a Michael/Mikkel.
Katharina va da Hannah e l’affronta, dicendole che è al corrente del tradimento di Ulrich. Hannah, mentendo, le dice che è stata lei a porre fine a quella storia, che tra l’altro non aveva mai desiderato, e che ha ceduto alle avances di Ulrich solo perché questi le aveva detto che non amava più la moglie bensì lei.
Durante una sessione di massaggi, Hannah usa la sua conoscenza del passato di Aleksander per ricattarlo, chiedendogli aiuto per rovinare la vita di Ulrich, dopo che questi ha deciso di troncare la loro relazione segreta.
Spaventato dal ricatto di Hannah, Aleksander incarica Torben Wöller, un uomo che ha un occhio ferito e che è l’assistente di Charlotte presso le forze di polizia, di scoprire tutto quello che può su Ulrich.
Martha raggiunge Jonas a casa sua, chiedendogli come mai, dopo il loro bacio, si sia volatilizzato. Il ragazzo, sapendo che i due sono in realtà zia e nipote, le risponde dicendole che quello che c’è stato tra loro era un errore, che non sono compatibili e che non possono stare insieme. Martha, disperata per la situazione, lo bacia nuovamente e, seppur in un primo momento lui ricambi il bacio, alla fine Jonas se ne va lasciandola sola.
Entrando in camera dello Straniero per fare le pulizie, Regina vede tutti i fogli che ha affisso alle pareti e ne resta scioccata.
Intanto a casa Tiedemann, Bartosz riceve la visita dell’anziana che in precedenza fissava la parete su cui erano affisse le foto dei vari personaggi: questa gli rivela di essere sua nonna, Claudia, che invece Regina gli aveva detto esser morta prima ancora che lui nascesse.
Poco dopo, confessando di non essere stata una brava madre, Claudia lascia a Bartosz una foto di lei e Regina insieme, da far avere a Regina stessa.
Verso sera, dopo aver incontrato nuovamente Noah, Bartosz decide infine di accettare la sua misteriosa “proposta” e di iniziare a collaborare con lui.
Anno 1953 
Dopo aver viaggiato nel tempo, Claudia anziana entra nel negozio del giovane Tannhaus con il progetto del dispositivo in ottone, consegnandoglielo e dicendogli che le serve venga costruito per modificare il corso del tempo.

## L'alfa e l'omega
- Titolo originale: Alpha und Omega
- Diretto da: Baran bo Odar
- Scritto da: Jantje Friese, Ronny Schalk
- Durata: 56:58

### Trama
Anno 2019 
La notte della scomparsa di Mikkel, Peter si trova da solo nel bunker dei Doppler, vicino alla capanna di Helge, quando improvvisamente, da un buco temporale, appare il cadavere di Mads. A quel punto, spaventato a morte, Peter chiama subito Tronte, il quale gli dice che, stando a quello che gli aveva confidato Claudia, da quel giorno in poi le cose sarebbero state del tutto nuove. Di fronte alla diffidenza di Peter, Tronte risponde dicendogli che, nel corso degli ultimi otto giorni, si sono avverate tutte le cose che Claudia aveva predetto e che erano riportate nel famoso diario recante il simbolo Sic Mundus in copertina. Non convinto della cosa, Peter chiede perché molte pagine del diario siano strappate ma, proprio in quel momento, arriva Claudia anziana, che dice ai due uomini che il cadavere di Mads va subito portato nel luogo in cui deve essere successivamente ritrovato.
Dopo aver fatto uno strano sogno su Mikkel/Michael, Jonas si reca a casa di sua nonna Ines e parla con lei della lettera d’addio del padre in possesso della donna, lettera che il ragazzo credeva di aver distrutto.
Confusa e ferita dopo l’abbandono di Jonas, Martha rivela a Bartosz quello che è successo tra lei e l’amico, così il ragazzo affronta Jonas davanti a scuola e i due fanno a pugni sotto alla pioggia.
Anno 1953 
Ulrich viene schedato dalla polizia e da Egon, al quale l’uomo ripete la famosa frase della canzone che, negli anni '80, il poliziotto penserà sia legata al satanismo: «My only aim is to take many lives. The more, the better I feel». 
Successivamente, il capo della polizia, Daniel, entra nella cella di Ulrich e picchia a sangue l’uomo, continuando a chiedergli dove abbia nascosto il corpo del piccolo Helge.
Anno 1986 
Lo Straniero torna da H.G. Tannhaus, dove scopre che l’orologiaio possiede lo stesso dispositivo in ottone che ha anche lui, ma funzionante. Dopo aver rubato una dose di cesio, lo Straniero la inserisce nel dispositivo di Tannhaus, attivandolo.
Noah dice a Helge che il prossimo ragazzo da rapire è Jonas che, dopo essersi picchiato con Bartosz, è tornato indietro nel tempo deciso a riportare Mikkel nel 2019.
Il rapimento di Jonas avviene quando il ragazzo si reca nella camera d’ospedale di Mikkel, dove Helge adulto lo stordisce con del cloroformio.
Al suo risveglio, Jonas scopre di trovarsi nello stesso bunker in cui si era ritrovato anche Erik prima di morire; qui, il ragazzo riceve una visita inaspettata da parte dello Straniero. Jonas, allora, lo prega di farlo uscire, permettendogli di riportare Mikkel nel 2019, per porre fine a tutta quell’assurda vicenda, anche a costo della propria esistenza, ma lo Straniero si rifiuta di trarlo in salvo e gli dice che non deve preoccuparsi, perché anche lui vuole porre fine a quella vicenda; dopodiché, gli rivela la sua vera identità: lo Straniero è Jonas stesso, ormai adulto.
Davanti alla sua incredula versione giovane, lo Straniero se ne va e si dirige verso le caverne, intenzionato a distruggere il wormhole mediante il dispositivo di Tannhaus, ora funzionante grazie all’inserimento della dose di cesio.
Helge anziano, tornato nel 1986, cerca di convincere Helge adulto che Noah gli sta mentendo e che la sua volontà di liberare il mondo dal male non è che una bugia; Helge adulto, però, si rifiuta di credergli e quindi fugge.
Quella stessa sera, tornando a casa, Helge adulto ha un incidente in macchina, dove rimane gravemente ferito; sanguinante e barcollante, l’uomo esce dalla vettura e va a vedere chi è al volante dell’altra macchina: è Helge anziano che, nel tentativo di ucciderlo per fermare Noah, è morto lui stesso.
Anno 2019 
Charlotte, ricordandosi che il suocero da piccolo era stato rapito da un uomo sconosciuto, chiede informazioni in merito al marito Peter.
Successivamente, esaminando un giornale del 1953, la poliziotta trova l’articolo collegato alla sparizione del piccolo Helge e, accanto a esso, una foto di Ulrich, dove l’uomo viene dipinto come il rapitore del bambino.
Bartosz incontra nuovamente Noah, che lo mette al corrente dell’esistenza di due fazioni opposte che si contendono il controllo dei viaggi nel tempo e gli dice che il loro principale nemico è sua nonna, Claudia. Infatti, Noah dice a Bartosz che Claudia ha ingannato Jonas usandolo come una semplice pedina per realizzare i suoi fini, e che tutto deve andare com’è sempre andato. Inoltre, Noah gli rivela che sarà proprio lo Straniero, convinto di distruggere definitivamente il wormhole, a crearlo per la prima volta in assoluto.
Anno 1953 
Nel bunker, Helge bambino si risveglia ferito dopo il trauma subito: nonostante i colpi ricevuti da Ulrich, non è morto.
Grazie al wormhole attivato dallo Straniero, i piani temporali del 1953 e del 1986 entrano in contatto e così Helge bambino, stringendo tra le mani la collanina datagli da Ulrich, si ritrova nella stanza del bunker con la macchina del tempo, dove è tenuto prigioniero Jonas nel 1986. I due si toccano e Jonas viene catapultato in un tempo imprecisato.
Anno 2052 
In una Winden post-apocalittica, Jonas incontra una banda di uomini e donne armati, a bordo di un mezzo militare. Confuso, il giovane chiede a una ragazza, presunta capobanda, chi siano loro e in che anno si trovi lui, ma non ottiene risposta; al contrario, la ragazza gli dice: «Benvenuto nel futuro» e quindi lo colpisce alla testa col calcio di un fucile.